# Кебір-Джамі
Кебір-Джамі (крим. Kebir Cami, Велика Мечеть), або Ак-Мечеть (крим. Aqmescit, Біла Мечеть) — соборна мечеть у Сімферополі (Крим) в Київському районі, пам'ятка архітектури XVI століття. Найстаріша будівля міста (саме їй воно завдячує своєю назвою).

## Історія
Зведена у 1508 (за іншими даними — 1502) році неподалік новозбудованої ставки калги-султана (друга за значимістю — після хана — посада у Кримському ханстві, започаткована Менґлі І Ґераєм для свого сина Мехмеда Ґерая). Припускають, що місто, яке саме виникало навколо, отримало свою назву (крим. Aqmescit) через білу (крим. Aq) вапняну побілку стін мечеті.
Початково будівлю вінчав купол, який обвалився у XVII столітті (відновлений під час останньої реставрації). Мечеть неодноразово перебудовувалася. У 1736 році сильно постраждала внаслідок пожежі (відбудована у 1740 році).
Дивом уціліла після анексії Кримського ханства Російською імперією і «заснування» Сімферополя. Капітально перебудовувалася у 1907 році. Була діючою до 1930 року, після чого перетворена радянською владою на склад. Після проголошення незалежності України повернута віруючим і відреставрована.

## Галерея

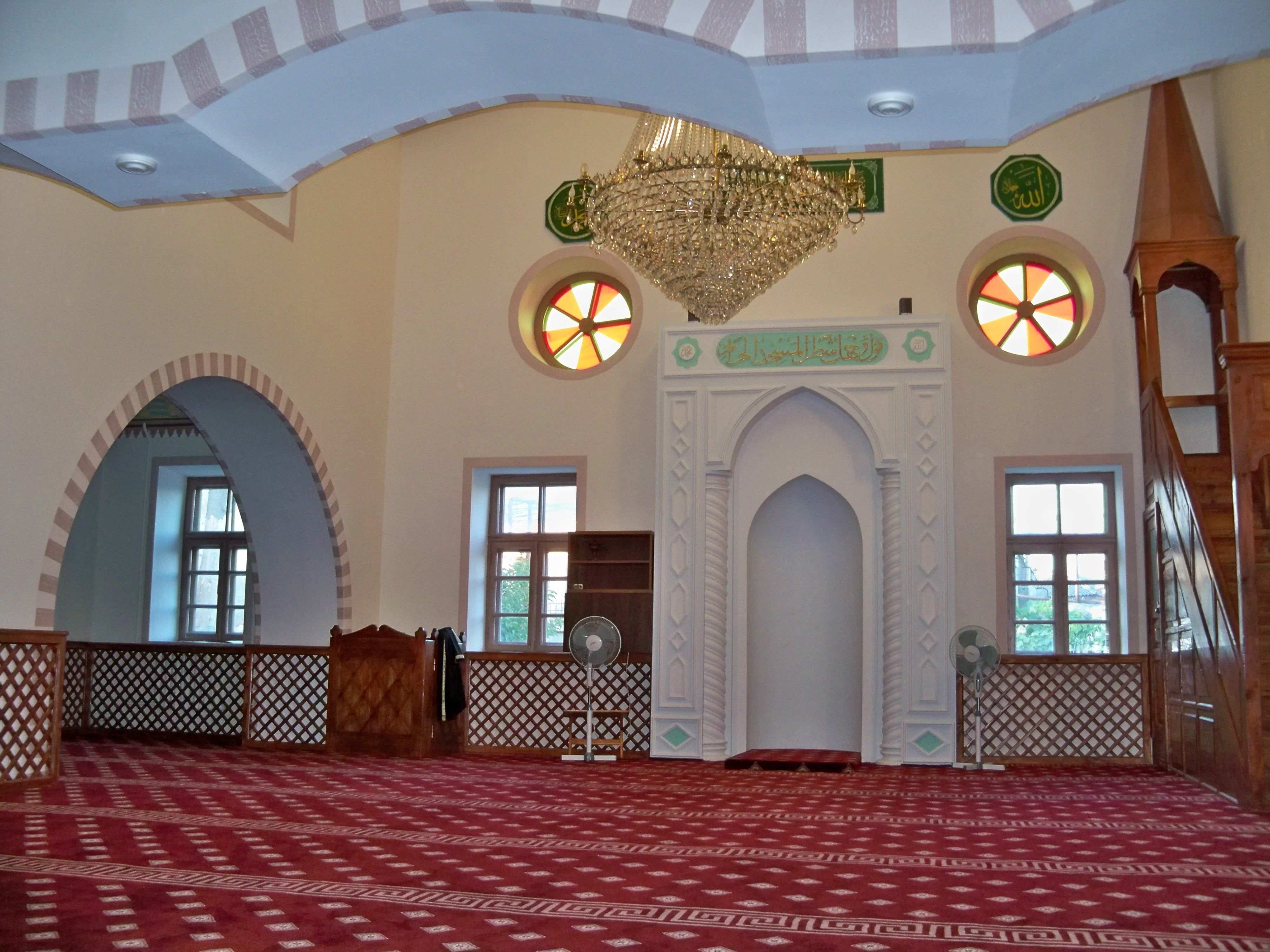
Молитовна зала
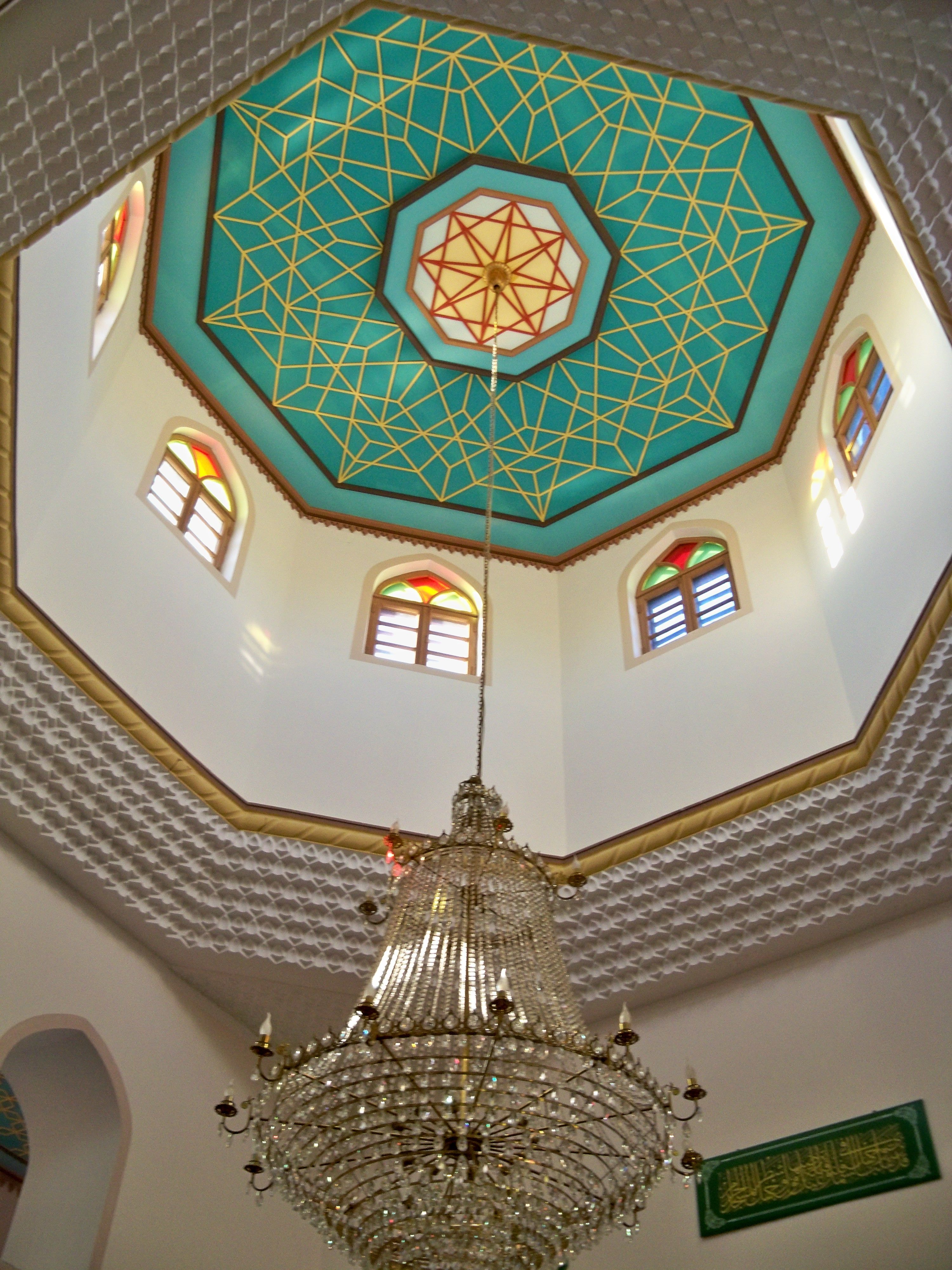
Купол
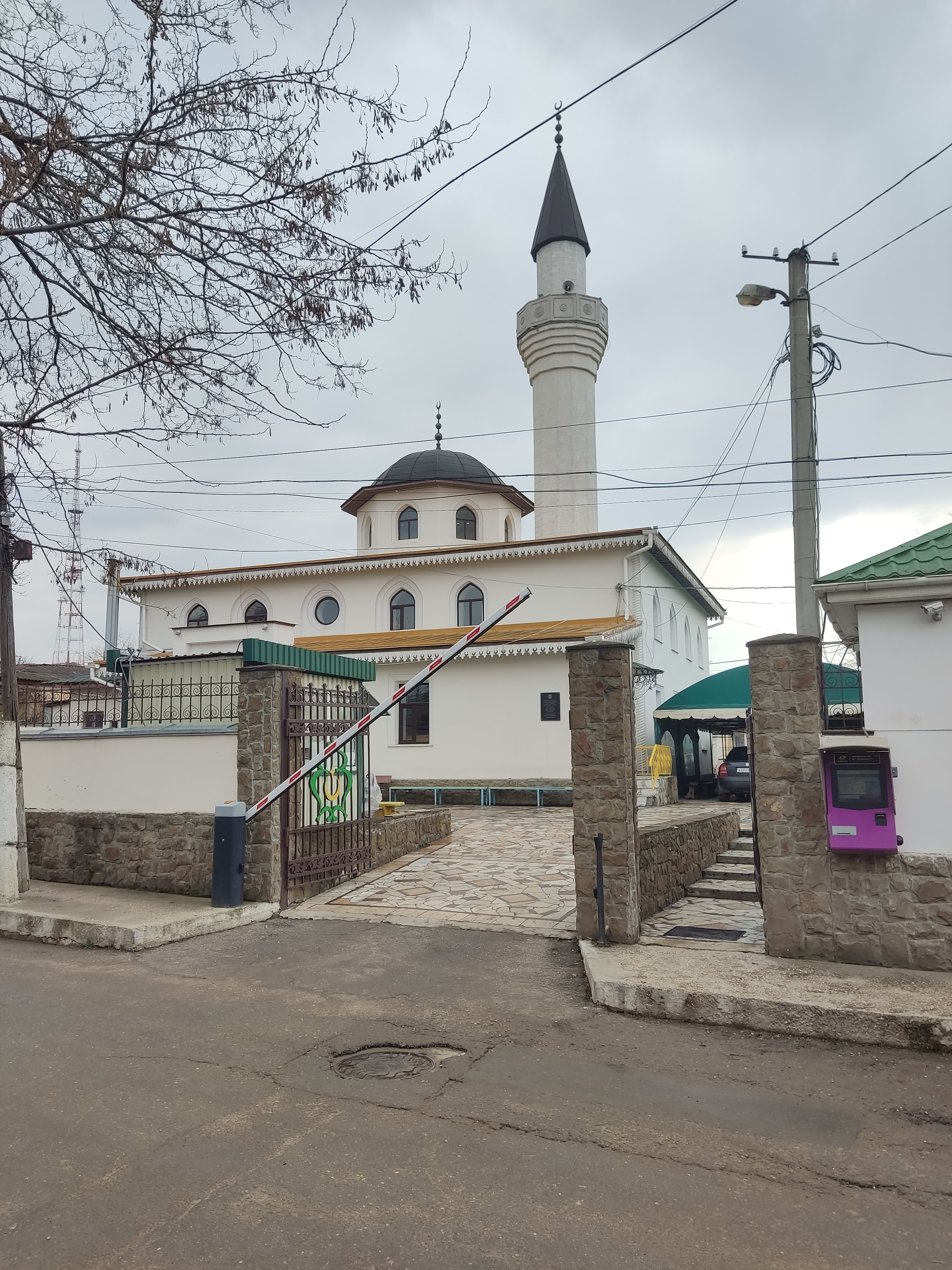